# Косовска битка
Вижте пояснителната страница за други значения на Косовска битка.
Битката на Косово поле на 15 юни 1389 г. е епизод от османското завладяване на Балканите.
В нея едни срещу други застават сърбите според сръбската историография, предвождани от княз Лазар Хребелянович, и османските турци начело с емира Мурад I. Според османски летописци във войската на княз Лазар участват също и българи, унгарци, албанци, власи и чехи.
До битката се стига, след като през 1385 г. османците завладяват София и достигат до границите на владенията на Моравското княжество край река Морава. През 1386 г. Лазар сключва споразумение с Мурад, но то се оказва нетрайно. При Плочник (на брега на река Топлица) частите на Лазар успяват да разбият османците, но Мурад подготвя нов поход. Осъществяването на плановете му е забавено от измяната на част от васалите му – търновския владетел Иван Шишман и Добротица отказват да предоставят на Мурад военни подкрепления за войната срещу Лазар. Потенциалната заплаха от Търновското царство е неутрализирана през 1388 г. с поход на османския пълководец Али паша в Североизточна България. През следващата година Мурад потегля срещу Лазар.
Решителната битка се състои в местността Косово поле, северозападно от Прищина между реките Лаб и Ситница. Към княз Лазар се присъединява владетелят на Косово и Скопие Вук Бранкович. Крал Твърдко I изпраща на помощ от Босна отряд начело с войводата Влатко Вукович Косача. Първият сблъсък между двете войски е успешен за християнската войска, която обръща в бягство лявото османско крило. В началото на битката загива Мурад. Според полулегендарни сведения убийството му е дело на легендарния велможа Милош Обилич. Командването на османските войски е поето от Мурадовия син Баязид. Той успява да постигне обрат в развоя на битката. Княз Лазар е убит, а християнските войски са принудени да отстъпят с големи загуби.
Схващането, че Косовската битка завършва с тежко поражение на християните, е широко разпространено. Съществува и теза, че битката завършва без ясен победител, а съществува и мнение, че християните удържали фронта на османското настъпление към Европа.. Наследникът на княз Лазар, Стефан Лазаревич, е принуден да се признае за васал на новия османски владетел Баязид I.